# 镇州 (北宋)
镇州，中国北宋时设置的州。
宋徽宗大观元年（1107年）北宋在海南黎母山心设置镇州，治所在镇宁县（今海南省东方黎族自治县东南广坝），属广南西路。政和元年（1111年）广南西路转运副使陈仲宜奏废镇州，地入昌化军。